# Salvation Army
Salvation Army es una película dramática franco-suiza-marroquí de 2013 escrita y dirigida por Abdellah Taia en su debut como director. Es una adaptación de la novela autobiográfica de Taia de 2006 del mismo nombre. Taia presentó el guion original de la polémica película al Centro Nacional de Cine Marroquí, con la esperanza de que se estrenara en Marruecos. La película ganó varios premios y se proyectó en el Festival de Venecia.

## Sinopsis
La película sigue a un joven homosexual marroquí en una sociedad que niega su sexualidad.

## Reparto
- Saïd Mrini (Abdellah joven)
- Karim Ait M'Hand (Abdellah adulto)
- Amine Ennaji (Slimane)
- Frédéric Landenberg (Jean)
- Hamza Slaoui (Mustafá)
- Malika El Hamaoui (la madre de Abdellah)
- Abdellah Swilah (padre de Abdellah)
- Youness Chara (fumador)
- Oumaima Miftah (hermana nº 1)
- Souhaila Achike (hermana nº 2)
- Houda Mokad (hermana nº 3)
- Ibtissam Es Shaimi (hermana nº 4)
- Hasna Boulahama (hermana nº 5)

## Premios y reconocimientos
- Gran Premio del Jurado: Largometraje francés (Festival de Cine de Angers)
- Premio especial de programación a los logros artísticos (Festival de Cine de Outfest)
- Mejor primer largometraje (Festival Internacional de Cine de Durban)